# Красногірка (Голованівський район)
Красногі́рка — село в Голованівській громаді Голованівського району Кіровоградської області України. Населення становить 843 осіб.

## Походження назви
- Походження назви веде свій початок від слов'янського свята Красної гірки. В журналі історії-політики-літератури під назвою "Вісник Європи", 174 том, 30 рік, том IV, на стор. 153, виданому в Петербурзі 1895 року зазначено наступне: |  | В південно-західному краї серед білорусів і малорусів, напередодні Юр'ївого дня, 22 квітня, святкується "Ляльник" або "Красна Гірка". Вибравши серед усіх найкращу дівчину, дівчата-хороводниці перев'язують їй шию, руки й ноги різною зеленню, а на голову одягають вінок із свіжих квітів. Її садять на деренову лавку, на яку з однієї сторони стоїть глечик з молоком, сиром, маслом, яйцями, сметана, творог, а з іншої — хліб; їй до ніг кладуть декілька вінків із свіжої зелені. Прикрашена дівчина зветься: Ляля. Хороводниці танцюють навколо лялі і співають пісні, в яких вона характерезується як подателька, вгожа і кормилиця. Ляля роздає всім дівчатам почергово молоко, сир та ін. Потім знову пісні та пляски. В завершення гри Ляля кидає вінки, які дівчата стараються схопити на льоту. Ці вінки ховаються дівчатами до наступної весни. Краса Лялі навіть увійшла в прислів'я: "Пригожа, як Ляля". |
- В книзі "Труди товариства любителів російської словесності при імператорському московському університеті" виданій в Москві в 1821 році на ст. 69, 70, 71 зазначено, що Красна Гірка, а саме назва походить від червоноватого кольору трави, якою зазвичай вкриваються холми та пригорки на початку весни, а вірогідніше від "краси", в якому значенні слово "красний" вживається досі в народній мові. На Красну Гірку закликають весну, а також перед заходом сонця збираються на ближній холм чи пригірку та стають в струнке коло і починають в честь весни свою пісню, а в продовження найстарша тримає круглий хліб та червоні яйця. Царівну Ладу прославляють і досі на Поділській землі коло Межибожа та під Берестом.
- Отже назва села походить від першого свята весни Красної гірки, 22 травня, на якому прославляли зеленачку (весну).

## Історія
Виникнення села за часів польського панування відносять до XVIII століття, коли цими землями володів магнат Францішек Салезій Потоцький, хоча деякі краєзнавці називають датою заснування 1569 рік. Про давність заселення цієї місцевості свідчать знахідки предметів трипільської культури та скіфські поховання (в околицях села є 11 курганів).
У 1766 році була збудована перша дерев'яна церква, яка невдовзі згоріла. Кам'яний храм, зведений у 1822-1862 роках, був зруйнований за радянських часів.
Під час оборони села в серпні 1941 року тут загинув у бою й похований Герой Радянського Союзу майор Геннадій Міклей (1907—1941). Йому в селі збудовано пам'ятник.

## Підпільна комсомольська організація «Спартак»
У селі діє музей підпільної комсомольської організації «Спартак», що діяла на території Голованівського району. Музей відкрито 28 жовтня 1978 року.
Спартаківці, нагороджені орденам і медалями.
Ногороджені орденом Вітчизняної війни I ступеня
- Мала Марія Іванівна (посмертно)
- Римар Любов Юхимівна (посмертно)

Нагороджені орденом Вітчизняної війни II ступеня
- Бойко Олена Якимівна (посмертно)
- Войтенко Михайло Петрович (посмертно)
- Волощук Галина Захарівна (посмертно)
- Волощук Олімпіада Захарівна (посмертно)
- Граматчиков Петро Олександрович (посмертно)
- Громовий Михайло Стратонович (посмертно)
- Дубова Дарія Кирилівна (посмертно)
- Кирилюк Ганна Филимонівна (посмертно)
- Перепелиця Іван Якимович (посмертно)
- Перепелиця Микола Якимович (посмертно)
- Самченко Михайло Іванович (посмертно)
- Самчишин Лаврентій Власович (посмертно)
- Самчишин Михайло Власович (посмертно)
- Самчишин Сава Власович (посмертно)
- Титов Микола Никифорович (посмертно)
- Тиховський Володимир Романович (посмертно)
- Тиховська Наталя Романівна (посмертно)
- Форостяний Борис Данилович (посмертно)
- Фурман Єлизавета Сидорівна (посмертно)
- Шаталюк Борис Андрійович (посмертно)
- Черевична Надія Олексіївна (посмертно)
- Ястремська Олімпіада Микитівна (посмертно)

Нагороджені медаллю «Партизанові Вітчизняної війни» I ступеня
- Балацен Олександр Антонович (посмертно)
- Безверхній Григорій Овксентійович
- Дабіжа Ганна Амбросівна
- Дабіжа Катерина Аврамівна
- Дабіжа Петро Аврамович (посмертно)
- Самчишин Дарія Власівна (посмертно)
- Самчишин Поліна Власівна

## Населення
Згідно з переписом УРСР 1989 року чисельність наявного населення села становила 840 осіб, з яких 365 чоловіків та 475 жінок.
За переписом населення України 2001 року в селі мешкали 844 особи.

### Мова
Розподіл населення за рідною мовою за даними перепису 2001 року:
| Мова       | Відсоток |
| ---------- | -------- |
| українська | 96,80 %  |
| молдовська | 1,07 %   |
| російська  | 1,07 %   |
| вірменська | 0,83 %   |
| польська   | 0,12 %   |

## Люди
Народилися:
- Безверхній Володимир Олексійович (1975—2014) — солдат Збройних сил України, учасник російсько-української війни[4].
- Марчак Валерій Феофанович (нар. 1949) — український художник і педагог.
- Петро  Степанович Свірненко (1902—1962 рр.) — відомий полярний дослідник, Герой Соціалістичної Праці.
- Віталій Петрович Свірненко (1927-  ) - майстер спорту міжнародного класу, заслужений тренер, чемпіон Європи і світу з гирьового спорту і пауерліфтингу.